# Processo xifoideo
Il processo xifoideo è la porzione terminale dello sterno.

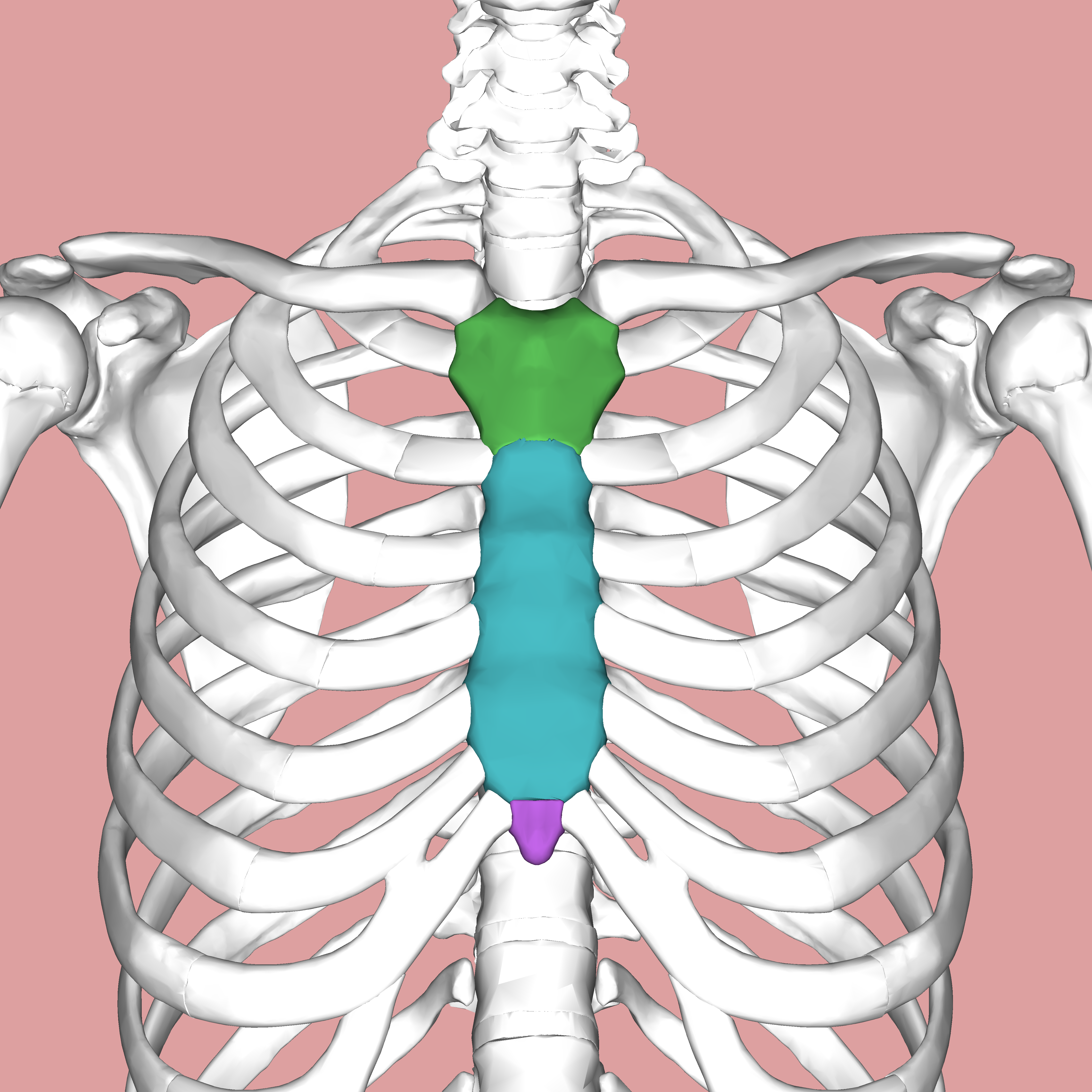
Sterno, in viola il processo xifoideo.

Questo processo osseo è generalmente di piccole dimensioni, ma può avere forma e dimensioni variabili da soggetto a soggetto. In alcuni casi può essere addirittura assente o bifido. Nei soggetti di giovane età, e più raramente anche in quelli adulti, può essere interamente o parzialmente cartilagineo.
Il suo nome deriva probabilmente dal greco "ξιφοειδές" (xifoeidés), che significa "a forma di spada".

## Anatomia comparata
Il processo xifoideo è largamente presente nel torace dei mammiferi. Negli uccelli è spesso presente nella porzione terminale della carena.

## Rilevanza clinica
Il processo xifoideo è spesso utilizzato come punto di riferimento per l'esecuzione di diverse procedure cliniche o chirurgiche.
Nelle manovre di rianimazione cardiopolmonare è utilizzato come riferimento per il posizionamento delle mani, a circa due dita da esso.
Nella procedura di pericardiocentesi chirurgica l'accesso subxifoideo (destro o, preferibilmente, sinistro) è di prima scelta. È pertanto fondamentale individuare il processo xifoideo dello sterno.
Poiché il diaframma e il muscolo retto dell'addome hanno inserzione nel processo xifoideo, la tensione o la contrazione di questi muscoli può causare dolore nella regione epigastrica. Il cardias si trova, infatti, subito al di sotto della punta dello sterno.